# 中国癌症基金会
中国癌症基金会原名中国癌症研究基金会，是中華人民共和國一個與癌症防治有關的公益性组织和独立社团法人，成立于1984年10月26日。中華人民共和國肿瘤放射治疗专家吴桓兴，原中華人民共和國卫生部部长陈敏章等人曾先后担任基金会主席。

## 外部連結
- 官方网站